# Jürgen Schmidt (Historiker, 1963)
Jürgen Schmidt (* 5. September 1963 in Würzburg) ist ein deutscher Historiker.
Schmidt studierte Geschichte an den Universitäten Heidelberg und Innsbruck. 2003 erfolgte die Promotion an der FU Berlin. Er arbeitete unter anderem an der Ruhr-Universität Bochum und am Wissenschaftszentrum Berlin für Sozialforschung. Zudem war er am Internationalen Geisteswissenschaftlichen Kolleg „Arbeit und Lebenslauf in globalgeschichtlicher Perspektive“ der Humboldt-Universität zu Berlin beschäftigt. Er ist Fellow am Institut für die Geschichte und Zukunft der Arbeit in Bochum. Seit dem 1. Juli 2021 ist er Leiter des Karl-Marx-Hauses in Trier.
Seine Forschungsschwerpunkte sind die Geschichte der Arbeit und Arbeiterbewegungen in der Moderne sowie die Geschichte der Arbeitszeit und des technologischen Wandels. 

## Schriften (Auswahl)
- Brüder, Bürger und Genossen. Die deutsche Arbeiterbewegung zwischen Klassenkampf und Bürgergesellschaft 1830–1870. J. H. W. Dietz, Bonn 2018, ISBN 978-3-8012-5039-3.
- August Bebel. Kaiser der Arbeiter. Eine Biografie. Rotpunktverlag, Zürich 2013, ISBN 978-3-85869-538-3 (engl.: August Bebel. Social Democracy and the Founding of the Labour Movement, Bloomsbury/I. B. Tauris 2019).
- Arbeiter in der Moderne. Arbeitsbedingungen, Lebenswelten, Organisationen. Campus, Frankfurt am Main 2015, ISBN 978-3-593-50340-0.
- Zivilgesellschaft. Bürgerschaftliches Engagement von der Antike bis zur Gegenwart. Texte und Kommentare. Rowohlt, Reinbek 2007, ISBN 3-499-55687-1.
- Begrenzte Spielräume. Eine Beziehungsgeschichte von Arbeiterschaft und Bürgertum am Beispiel Erfurts 1870 bis 1914 (= Kritische Studien zur Geschichtswissenschaft. Bd. 165). Vandenhoeck & Ruprecht, Göttingen 2005, ISBN 3-525-35147-X.